# Koło (stacja kolejowa)
Koło – stacja kolejowa w Kole, w województwie wielkopolskim, w Polsce. Według klasyfikacji PKP ma kategorię dworca lokalnego.
Położona jest przy linii kolejowej nr 3 łączącej Warszawę Zachodnią z Kunowicami. Na stacji zatrzymują się pociągi kategorii dalekobieżnych spółki PKP Intercity: TLK, IC.

## Ruch pasażerski[2]
| Rok  | Wymiana pasażerska na dobę |
| ---- | -------------------------- |
| 2017 | 500-699                    |
| 2018 | 200-299                    |
| 2019 | 300-499                    |
| 2020 | 300-499                    |
| 2021 | 500-699                    |
| 2022 | 700-999                    |
| 2023 | 700-999                    |

## Historia
Przy stacji znajduje się zabytkowy budynek dworca wybudowany w latach 1925-1928. Dworzec wybudowany według typowego projektu stacji średniej wielkości zastosowanego również m.in. w Sierpcu. Obok stacji znajdowała się stacja wąskotorowa, do której ruch pociągów odbywał się do 2004 roku.
Podczas II Wojny Światowej przez kolską stację kolejową przejeżdżały pociągi z Żydami, zmierzające do obozu zagłady w Chełmnie nad Nerem. 

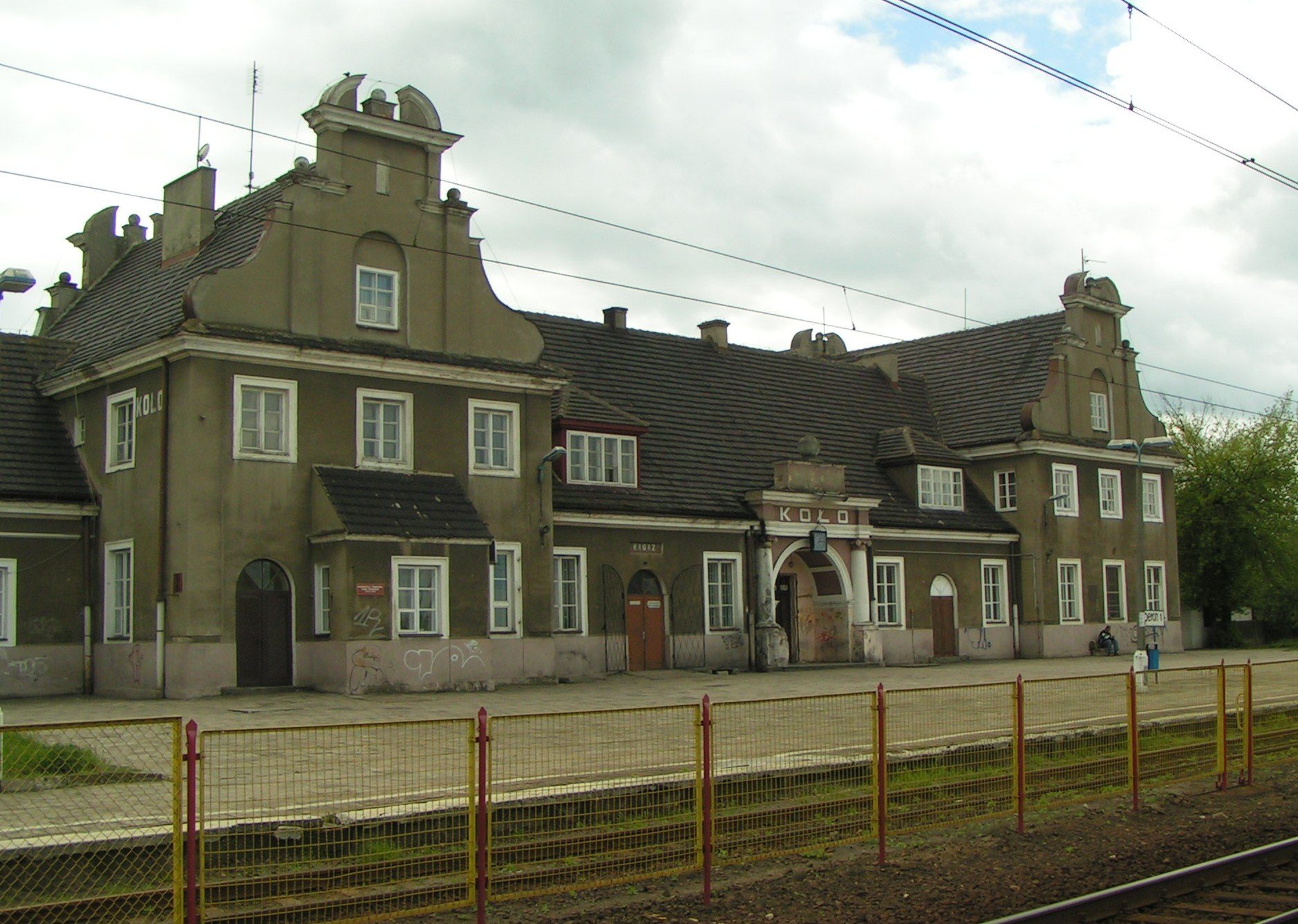
Dworzec kolejowy w Kole przed remontem

W latach 2010–2013 przeprowadzono kosztem 5 mln zł modernizację dworca, inwestycja została sfinansowana z budżetu państwa i środków własnych PKP SA. Uroczyste otwarcie kompleksowo wyremontowanego dworca miało miejsce 6 lutego 2013. Natomiast w drugiej połowie 2018 roku planowana jest gruntowna modernizacja stacji, obejmująca budowę nowych peronów o wysokości 76 cm, likwidację obecnej kładki na torami, a w zamian za nią budowę przejścia podziemnego wraz z windami i pochylnią. Perony mają być dostosowane do osób niepełnosprawnych, nawierzchnia torowa oraz sieć trakcyjna mają zostać wymienione na nowe.